# 最高殊勲夫人
『最高殊勲夫人』（さいこうしゅくんふじん）は、源氏鶏太による日本の長編小説。また、本作を原作とする1959年（昭和34年）公開の日本映画。

## あらすじ
青年実業家である三原兄弟の長男・次男が共同経営する中堅商事会社では、野々宮家の3姉妹のうち長女・次女が秘書として勤務し、やがてそれぞれ長男・次男と結婚した。玉の輿に乗った形の野々宮姉妹は、社内での自分たちの権力を高めるため、別の大手商事会社に勤務している三原兄弟の三男・三郎を兄弟の会社に移籍させ、野々宮姉妹の三女・杏子と結婚させようと思い立ち、杏子を三原兄弟の会社に就職させる。しかし、三郎は自身の勤務先の社長令嬢・富士子と婚約していた。
姉たちの魂胆に乗りたくない杏子は、恋人がいるふりをして事態をやり過ごそうとするあまり、男性との出会いをことさらに求めていく。杏子の恋人探しが会社周辺の噂となり、彼女のもとに若い男が殺到するようになる。こうして同僚秘書の宇野、営業部員の野内、そして富士子の兄・武久（原作では三郎の上司、映画版ではテレビ局員）が彼女に告白する。杏子はでっち上げの「恋人」候補として彼らの人間性を見定めていくが、物足りなさや幻滅を覚え、かえって三郎に惹かれていく。
三原兄弟の長男で社長の一郎は、社内で公然と芸者・ポン吉と不倫しており、杏子は常に口止め料を受け取っていた。罪悪感に耐えられなくなった杏子は三郎に相談し、三郎は単身で温泉旅館の現場を押さえる。三郎は問題を黙殺する代わりに、杏子の長姉で社長夫人の桃子らによる、自分と杏子との縁談を食い止めるよう命じる。その後、三郎は富士子とデートを繰り返すものの、性格が噛み合わず、一方的に婚約を解消する。大手商事会社に居づらくなった三郎は退職する。また、庶民である野々宮家の家計が、2回も豪華な披露宴を開催したことで傾いていたことを知った三郎は、定年を迎えた3姉妹の父・林太郎の再就職の世話を焼く。
宇野と野内が杏子に接近していることを知った桃子が、計画の邪魔だとして怒り、2人を地方支社に左遷する辞令を出させる。左遷辞令が桃子の差し金であることを知り、反発を感じた杏子は、2人のうち、より遠くに転勤する野内と結婚することを決意する。一郎・桃子夫妻の邸宅をたずねた三郎は、兄たちの会社に入るよう誘われるが、入社の条件として宇野・野内の左遷を取り消すよう要求する。桃子はこれまでの横暴を詫び、左遷を取り消す。
杏子が野内と結婚しようとしていることを知った三郎は、それを押しとどめようと「僕と結婚しよう」と告げる。2人は騒動を通じて互いに想い合っていた。杏子は申し出を承諾する。結ばれた杏子と三郎は、桃子について「やはり『最高殊勲夫人』ということになるのだろう」と話し、しぶしぶ彼女のこれまでの行動を受け入れるのだった。

## 書籍
雑誌『週刊明星』にて、1958年（昭和33年）8月号から1959年（昭和34年）2月号まで連載された。単行本は同1959年に講談社から刊行され、以来さまざまな版元から刊行されている。

### 書誌
- 講談社ロマン・ブックス 1959年（昭和34年）
- 『源氏鶏太全集 15 最高殊勲夫人・夫婦合唱』 講談社 1966年（昭和41年）
- 集英社コンパクト・ブックス 1966年（昭和41年）
- 角川文庫 1980年 (昭和50年）
- ちくま文庫 2016年（平成28年）